# Затон (Светлогорский район)
Затон (бел. Затон) — деревня в Боровиковском сельсовете Светлогорского района Гомельской области Республики Беларусь.
На юге граничит с лесом.

## География

### Расположение
В 6 км на восток от Светлогорска, 7 км от железнодорожной станции Светлогорск-на-Березине (на линии Жлобин — Калинковичи), 147 км от Гомеля.

### Гидрография
На северной окраине озеро Затонское.

## Транспортная сеть
Транспортные связи по просёлочной, затем автомобильной дороге Речица — Паричи. Деревянные крестьянские усадьбы.

## История
Обнаруженное археологами в 1,2 км на юго-восток от деревни поселение в эпохи неолита свидетельствует о деятельности человека в этих местах с давних времён. Современная деревня согласно письменным источникам известна с XIX века как селение в Якимовослободской волости Речицкого уезда Минской губернии.
С 8 декабря 1926 года центр Затонского сельсовета Горвальского, с 4 августа 1927 года до 30 декабря 1927 года Речицкого районов Гомельского округа. В 1930 году организован колхоз «Красный Маяк», работала кузница.

## Население

### Численность
- 2004 год — 13 хозяйств, 19 жителей

### Динамика
- 1897 год — 5 дворов, 39 жителей (согласно переписи)
- 1908 год — 12 дворов, 80 жителей
- 1959 год — 117 жителей (согласно переписи)
- 2004 год — 13 хозяйств, 19 жителей